# Pianengo
Pianengo (Pianénch in dialetto cremasco) è un comune italiano di 2 542 abitanti della provincia di Cremona in Lombardia.

## Origini del nome
Il suffisso in -engo è dovuto all'origine longobarda dell'insediamento.

## Storia

### Simboli
Lo stemma e il gonfalone sono stati concessi con DPR del 20 febbraio 1985.
Il gonfalone è un drappo troncato di verde e di bianco riccamente ornato di ricami d’argento e caricato dello stemma sopra descritto con la iscrizione centrata in argento: COMUNE DI PIANENGO.

## Società

### Evoluzione demografica
Negli ultimi sessanta anni, a partire dal 1961, la popolazione residente è raddoppiata.
Abitanti censiti

### Etnie e minoranze straniere
Al 31 dicembre 2020 i cittadini stranieri sono 183. Le comunità nazionali numericamente significative sono:
1. Romania: 65
2. Egitto: 22
3. Marocco: 20

## Infrastrutture e trasporti

### Strade
Il territorio è attraversato dalle seguenti strade provinciali:
- CR SP ex SS 591 "Cremasca", solo per un breve tratto dal rondò di Cascina Torre di Sopra al confine comunale. Il tracciato storico all'interno del paese è stato declassato nel 2008[11]
- Strada Provinciale 64 Bottaiano-Pianengo
- Strada Provinciale 80 Pianengo-Cremosano

## Amministrazione
Elenco dei sindaci dal 1988 ad oggi.
| Periodo | Periodo   | Primo cittadino           | Partito                         | Carica  | Note |
| ------- | --------- | ------------------------- | ------------------------------- | ------- | ---- |
| 1988    | 1993      | Anacleto Assandri         | Partito Socialista Italiano     | sindaco |      |
| 1993    | 1997      | Giuseppe Manlio Tonoli    | indipendente                    | sindaco |      |
| 1997    | 2001      | Giuseppe Manlio Tonoli    | lista civica di centro-sinistra | sindaco |      |
| 2001    | 2006      | Maria Antonia Baronchelli | lista civica di centro-sinistra | sindaco |      |
| 2006    | 2011      | Maria Antonia Baronchelli | lista civica di centro-sinistra | sindaco |      |
| 2011    | 2016      | Ivan Cernuschi            | lista civica di centro-sinistra | sindaco |      |
| 2016    | 2021      | Roberto Barbaglio         | lista civica                    | sindaco |      |
| 2021    | in carica | Roberto Barbaglio         | lista civica                    | sindaco |      |

### Altre informazioni amministrative
Tra il 1927 ed il 1953 il comune di Pianengo fu soppresso ed aggregato al comune di Cremosano.